# Établissements touristiques du Québec
Les 8 établissements touristiques du Québec (anciennement Centres Touristiques Québec) ont été créés par le gouvernement québécois dans le but de permettre des activités récréatives, de détente ou de découverte du patrimoine dans un milieu naturel.  Depuis 1999, la gestion de ces lieux est confiée à la Société des établissements de plein air du Québec (Sépaq).

## Établissements touristiques du Québec
- Aquarium du Québec
- Auberge de montagne des Chic-Chocs
- Camping des Voltigeurs
- Centre touristique du Lac-Kénogami
- Centre touristique du Lac-Simon
- Gîte du Mont-Albert
- Parc de la Chute-Montmorency
- Station touristique Duchesnay

### Anciennement
- Auberge et Golf Fort-Prével
- Camping de la Baie-de-Percé
- Village historique de Val-Jalbert